# كأس ويلز 1935–36
كأس ويلز 1935–36 (بالإنجليزية: 1935–36 Welsh Cup)‏ هو موسم من كأس ويلز. كان عدد الأندية المشاركة فيه 66، وفاز فيه نادي كرو ألكساندرا.